# Twin Peaks (pilote de la série)
Pour les articles homonymes, voir Twin Peaks.
Le pilote de la série télévisée Twin Peaks est un épisode spécial d'une durée de 90 minutes. Dans la chronologie de la série, cet épisode se situe juste après les événements survenus dans le film Twin Peaks: Fire Walk with Me.
Le pilote a été diffusé le 8 avril 1990 aux États-Unis. L'épisode a été écrit par Mark Frost et David Lynch et fut réalisé par Lynch.
Ce pilote retrace l'enquête menée par Dale Cooper et Harry S. Truman à la suite de la découverte du corps de Laura Palmer dans du plastique. Pour Cooper, ce meurtre est lié à la découverte d'un autre cadavre, un an plus tôt dans les environs, celui de Teresa Banks.
Cet épisode fut le plus regardé de toute la série le soir de sa diffusion et reçut de très bonnes critiques de la part de la presse et des téléspectateurs. La série devait à l'origine s'appeler Northwest Passage.

## Synopsis
La petite ville de Twin Peaks est secouée lorsqu'elle apprend que le corps de Laura Palmer a été retrouvé sur la plage, enveloppé dans du plastique. L'agent du FBI Dale Cooper est appelé à l'aide quand la police découvre au même moment Ronnette Pulaski, une jeune fille fréquentant le même lycée que Laura Palmer, errant, hagarde, sur une voie de chemin de fer.
Cooper pense que l'affaire est liée à un autre meurtre survenu l'année précédente, celui de Teresa Banks. Lors de l'autopsie de Laura Palmer, il trouve un petit morceau de papier sous un de ses ongles indiquant la lettre R. Il indique alors au shérif Truman qu'il a également trouvé la lettre T sous un des ongles de Teresa Banks un an auparavant.
Pendant ce temps, toute la ville est mise au courant de la découverte du corps et la famille Palmer doit faire face à cette terrible tragédie.

## Production

### Conception et écriture
Lynch et Frost voulaient mélanger une enquête policière avec un soap opera et espéraient que le meurtre de Laura Palmer, très présent au début de la série, serait ensuite mis de côté au profit des histoires des nombreux protagonistes de Twin Peaks.
La chaîne de télévision ABC leur demanda d'écrire un scénario qui portait à l'origine le nom de Northwest Passage et devait se dérouler au Dakota du Nord. Du fait de la réelle existence de la ville de Northwest Passage, le script fut changé en conséquence. Le pilote fut tourné pour 1,8 million de dollars. Une fin alternative bouclant l'histoire est tournée, afin d'exploiter le pilote pour le marché européen au cas où ABC ne commanderait pas de suite. Malgré les premières réticences de la chaîne, 7 épisodes supplémentaires furent commandés avec un budget de 1,1 million de dollars par épisode.

### Éléments improvisés
David Lynch a incorporé plusieurs erreurs de tournage dans le pilote, dont la plus connue reste l'apparition de Frank Silva, le décorateur de la série, dans la dernière scène montrant Sarah Palmer qui hurle. On peut apercevoir Frank Silva dans le miroir juste derrière elle. Quand Lynch aperçut le visage de Silva, il décida de créer le rôle du tueur Bob, un personnage central de la série.
À la morgue, une des lumières fonctionne difficilement. Il s'agit en réalité d'un choix de Lynch, le spot n'ayant pas été remplacé durant la scène afin de donner une ambiance particulière à l'ensemble. Durant la même prise, un des figurants donne son véritable nom au lieu de celui de son personnage à Cooper. La scène ayant plu à Lynch, elle fut conservée telle quelle.

## Réception critique
Le pilote fut regardé par 34,6 millions de personnes et obtint la meilleure note attribuée à un pilote pour la saison 1989-1990. Le second épisode n'obtint « que » 23,2 millions de téléspectateurs.
Durant la 42e édition des Emmy Awards, le pilote fut nommé 6 fois en tant que Meilleur réalisateur pour un drama pour David Lynch, Meilleur acteur dans un drame pour Kyle MacLachlan et Meilleur scénario pour David Lynch et Mark Frost. Toutefois, le pilote ne gagna que deux récompenses pour Meilleurs costumes et Meilleur montage.
Le pilote fut très bien accueilli par la critique américaine. David Zurawik du Baltimore Sun le compara même au travail effectué par Alfred Hitchcock. Diana White du Boston Globe indiqua que « ce pilote allait changer l'histoire de la télévision ».